# Marsilio Ficino
Marsilio Ficino (tên Latin: Marsilius Ficinus; sinh 19 tháng 10 năm 1433 - mất 1 tháng 10 năm 1499) là một nhà nhân chủng học có tầm ảnh hưởng nhất thời kỳ Phục hưng Ý, ông cũng là người phục sinh chủ nghĩa Plato mới, Ficino là người đầu tiên dịch nguyên bản các tác phẩm của Platon sang tiếng Latinh. Học viện Florence do ông đứng đầu, một nỗ lực để hồi sinh trường phái tư tưởng Plato, đã có ảnh hưởng to lớn tới sự định hướng và phát triển của phong trào Phục hưng Ý cũng như sự phát triển của triết học phương Tây.

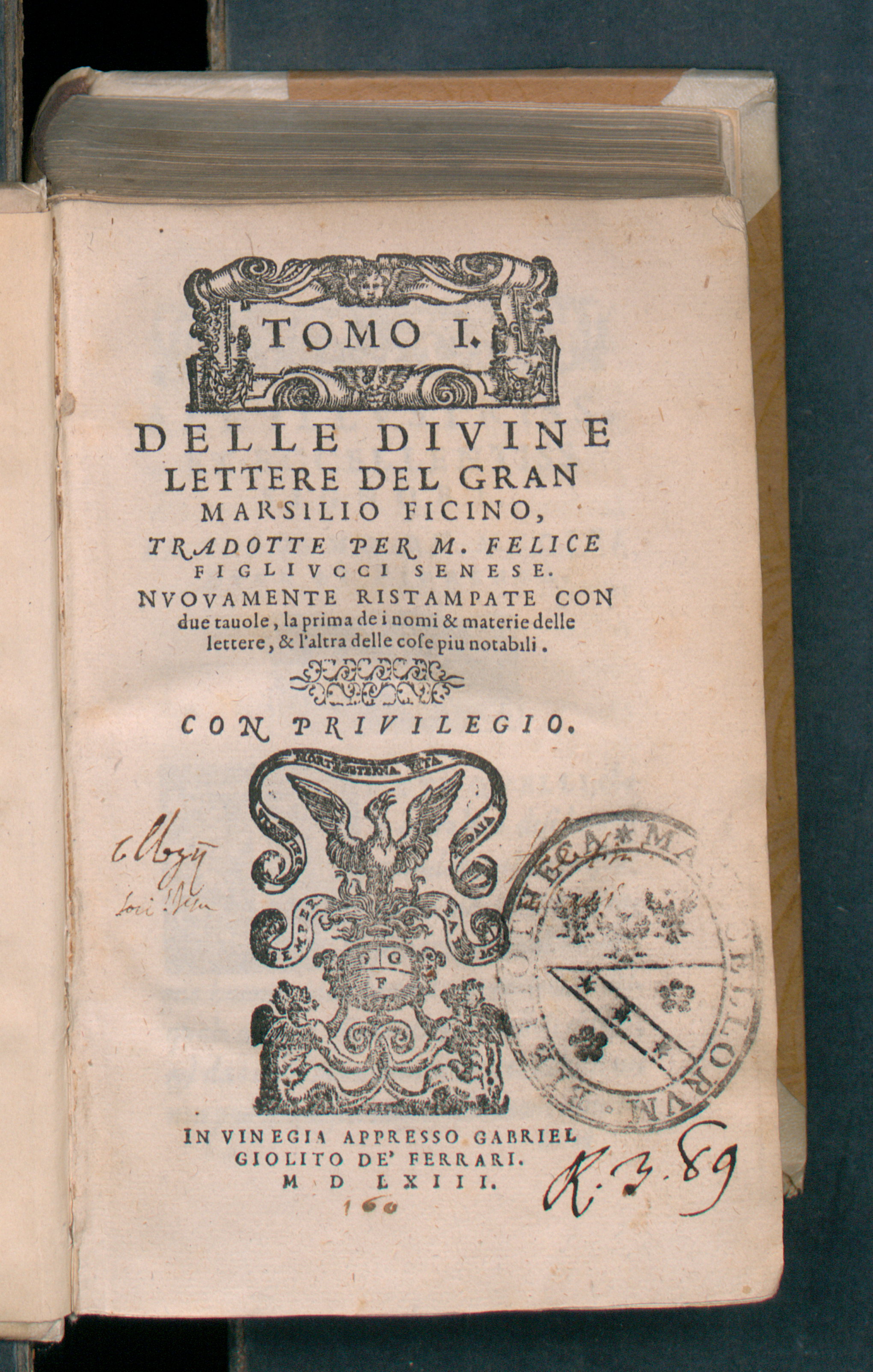
Delle divine lettere del gran Marsilio Ficino, 1563